# ذي الرخام (بعدان)

تعديل مصدري - تعديل

ذي الرخام هي إحدى قرى عزلة بني منصور بمديرية بعدان التابعة لمحافظة إب، بلغ تعداد سكانها 567 نسمة حسب تعداد اليمن لعام 2004.